# Veselá (district de Rokycany)
Pour les articles homonymes, voir Veselá.
Veselá (en allemand : Wessela, auparavant Wesela) est une commune du district de Rokycany, dans la région de Plzeň, en République tchèque. Sa population s'élevait à 290 habitants en 2021.

## Géographie
Veselá se trouve à 5 km au sud du centre de Rokycany, à 14 km à l'est-sud-est de Plzeň et à 74 km au sud-ouest de Prague.
La commune est limitée par Kamenný Újezd au nord, par Mirošov à l'est, par Nevid au sud et par Milínov et Raková à l'ouest.

## Histoire
La première mention écrite du village date de 1352.

## Transports
Par la route, Veselá se trouve à 7 km de Rokycany, à 24 km de Plzeň et à 87 km de Prague. 